# گیلمور (آرکانزاس)
گیلمور (به انگلیسی: Gilmore) یک شهر در ایالات متحده آمریکا است که در شهرستان کریتندن، آرکانزاس واقع شده‌است. گیلمور ۳۴٫۵۴ کیلومتر مربع مساحت و ۱۸۸ نفر جمعیت دارد و ۶۹ متر بالاتر از سطح دریا واقع شده‌است.